# Albert Baur
Pour les articles homonymes, voir Albert Baur (peintre) et Baur.
Albert Baur est un chimiste prussien.
C'est en effectuant des recherches sur des explosifs à base de TNT pour les rendre plus efficaces qu'il découvre en 1888 le premier musc de synthèse, appelé « Musc de Baur », employé en parfumerie.
En 1894, il découvrit également le musc Ketone, qui a été largement utilisé jusqu'aux années 1990 en raison de son faible coût de production.